# Сапшо
Сапшо́ (Сопшо, Слободское) — ледниковое озеро в Демидовском районе Смоленской области России. Расположено на территории национального парка Смоленское поозерье и является самым большим озером в национальном парке. Считается одним из красивейших озёр центральной России. Н. М. Пржевальский в одном из писем писал: «Озеро Сапшо… словно Байкал в миниатюре».
Озеро является памятником природы. На острове Чернецком и на восточном берегу озера обнаружены следы неолитической стоянки, датируемой IV — III тысячелетием до н. э. Имеются археологические памятники (селище, курганы) тушемлинских племён, культуры длинных курганов.
Флора и фауна довольно разнообразна. Ещё в начале XX века на озере вёлся промысловый отлов рыбы. Сейчас количество рыбы в озере значительно сократилось. Некоторые виды животного и растительного мира озера занесены в Красную книгу мира, России или Смоленской области.

## Физико-географическая характеристика

### Географическое положение
Озеро Сапшо расположено на северо-западе Смоленской области и на северо-востоке Демидовского района, в 39 км к северо-востоку от г. Демидова, в 120 км к северу от г. Смоленска. Находится на Слободской холмисто-моренной возвышенности, относящейся к Смоленско-Московской возвышенности. Рельеф местности холмисто-грядовой.
Площадь поверхности — 3,04 км², длина — 3 км, ширина — 1,8 км, средняя глубина — 7,3 м, максимальная глубина — 18,6 м, объём воды — 0,021 км³, прозрачность — до 3 м, площадь водосбора — 84 км². Высота над уровнем моря — 172,7 м. Через реки Сапша, Васильевка и Ельша озеро связано с бассейном Западной Двины.
На озере есть две песчано-гравийные гряды (озы). Одна из них была частично размыта ледниковыми потоками, что привело к образованию пяти островов. Другая образует западный берег озера — это так называемая Чёртова гряда. Такое название оз получил от слова «черта». После того, как Н. М. Пржевальский приобрёл западную часть озера, граница его имения (черта) стала проходить по этой гряде. Она словно черта разделяет крутой берег озера и низину со стороны деревень Маклаково и Боровики. Северный берег озера также является довольно крутым. Южный и восточный берега довольно пологие и рельеф дна здесь не отличается крутизной.
Кругом всё лес, а из обывистого берега бьёт ключ. Местность вообще гористая, сильно напоминающая Урал. Озеро Сапшо в гористых берегах, словно Байкал в миниатюре...
Н. М. Пржевальский, 9 июня 1881 года
Озеро разделено островами на две части — северную и южную. В свою очередь дно северной части также разделено на две части — западную (менее глубокую) и восточную (здесь глубина озера достигает своего максимума). От северного берега Сапшо до середины озера уходит длинная и узкая подводная коса. Здесь глубина озера не превышает пяти метров. Оканчивается она мелководьем, так называемым «подводным островом» или «ситником». В этом месте можно уверенно стоять посередине озера по пояс в воде.
Весной (обычно в середине и второй половине апреля) происходит значительный подъём воды из-за таяния снега: до 3—4 м. Освобождение озера ото льда опаздывает в среднем на 10-15 дней и приходится на конец апреля — начало мая. Купальный сезон обычно приходится на конец июня — начало июля. Вода в озере прогревается лучше всего в середине июля. Замерзает озеро обычно во второй — третьей декаде ноября. Толщина льда обычно составляет 50—70 см. В самые морозные периоды этот показатель может увеличиваться до 80—90 см. Период ледостава составляет 150—170 дней.

### Реки
С юга в озеро впадает небольшая речка Сапшанка, с запада — Сапша, которая затем вытекает из озера на востоке. Протекая по низине, Сапша через три километра впадает в озеро Петраковское. Оба озера находятся примерно на одном уровне, поэтому течение реки слабое, а озеро Сапшо относится к слабопроточным. Площадь озера Петраковского составляет всего 17 га и во время таяния снега или обильных дождей уровень воды в нём поднимается значительно быстрее, чем в Сапшо. Это приводит к тому, что река Сапша периодически (несколько раз в году) меняет направление течения.

### Острова
На озере 6 островов. 4 больших: Чернецкий, Распашной, Багряный, Длинный, и два маленьких: Дубовый и остров Любви. Пять из них протянулись вдоль одной линии с запада на восток. Они тоже образуют оз (песчано-гравийная гряда), позднее размытый в некоторых местах поверхностными ледниковыми потоками.
- Остров Чернецкий (местные рыбаки называют его «первым»). Находится в непосредственной близости к восточному берегу озера. С берега до острова можно добраться вброд. Название остров получил потому, что, по легенде, давным-давно, когда ещё не было села, жил на этом острове отшельник, которого прозвали Чернецом. А от его прозвища и сам остров получил название Чернецкого. Говорят, что отшельник был мрачного, но не злого вида и кроткого поведения. Жил бедно и «ждал Божьей милости», о дальнейшей его судьбе неизвестно[11].

- Остров Распашной. Назван так благодаря своей бухте. Остров словно распахивает свои объятия, когда к нему подплываешь на лодке со стороны южного берега.
- Остров Багряный. На нём много лип, встречаются осина, берёза. Осенью, когда листья желтеют и краснеют, остров становится багряным.

Через этот остров проходила граница владений Н. М. Пржевальского. С тех пор за островом сохранилось ещё одно название — Пограничный. Название осталось и после покупки Николаем Михайловичем западной части озера.
- Остров Длинный (или Долгий). Такие названия он получил из-за того, что он сильно вытянут в длину.

- Остров Дубовый находится между южным берегом Сапшо и Багряным и Распашным островами. Практически все деревья на нём — дубы. Этот остров называют ещё островом Любви.
- Остров Гороховый расположился рядом с северным берегом озера. В последние годы этот остров ошибочно стали называть островом Любви. На этом берегу располагается лодочная станция и пляж санатория. Туристам очень нравится кататься на катамаранах и лодках вокруг этого острова, а также причаливать к нему.

### Климат
Климат умеренно континентальный с ярко выраженными временами года. Средняя температура января −9 °C, июля +17 °C. Местность относится к избыточно увлажняемым территориям, количество осадков от 630 до 730 мм в год. Среднегодовое количество дней с осадками от 170 до 190. Вегетационный период 129—143 дня. Период с положительной среднесуточной температурой воздуха составляет 213—224 дня. Средняя продолжительность безморозного периода 125—148 дней.
Проникающие с циклонами влажные воздушные массы с Атлантики зимой вызывают ослабление морозов и снегопады, летом — снижение температуры и дожди. Арктические массы вызывают зимой резкое похолодание, а летом сильное прогревание поверхности.

## Происхождение озера
В девонском периоде на территории Смоленской области было море, на дне которого накапливались слои осадочных пород: известняков, доломитов, гипсов и морских солей. После поднятия суши дно ушедшего моря подверглось сложным процессам выветривания морских пород. Позже наступило резкое похолодание климата. Оледенению подверглась также территория современного Смоленского поозёрья. Озеро Сапшо — ледникового происхождения. Последний ледник — Валдайский — ушёл по оценкам геологов 15—20 тысяч лет назад. Отдельные глыбы льда, заполнившие низменности доледникового рельефа, при активном таянии ледника мощными потоками талых вод, которые переносили большое количество песчаных и глиняных частиц, оказывались погребёнными под пластами наносных пород. Таяние погребённых «мёртвых льдов» происходило позднее, по мере потепления климата. По мнению геологов, в данной местности «мёртвые льды» стали таять 8—9 тысяч лет назад. По мере образования пустот во льдах, наносные породы проектировались на дно котловин, образовывались термокарстовые озёра. Сапшо также относится к термокарстовым. Этим объясняется крутизна его берегов и глубокие обрывы.

## Флора и фауна
Озеро Сапшо расположено в зоне широколиственно-еловых лесов. По берегам озера сохранились коренные сосняки. Корни сосен на склонах оголены в результате процессов выветривания.
В прошлом озеро было богато рыбой. Ещё в начале XX века на озере вёлся промысловый отлов рыбы. Вылавливалось до 10 тонн рыбы в год (преимущественно лещ и судак). Судак был завезён в озеро Н. М. Пржевальским. Предполагается, что в настоящее время этот вид полностью исчез. В озере встречаются 19 видов рыб. В ихтиофауне преобладает лещ, плотва, густера, краснопёрка. На хорошо прогреваемых участках встречается линь. Озеро относится к типу «лещёвых озёр». Здесь благоприятные условия для всех возрастных стадий леща. Сейчас количество рыбы в озере значительно сократилось. Некоторые виды животного и растительного мира озера занесены в Красную книгу мира, России или Смоленской области.

## История заселения и изучения Сапшо

### Заселение побережья озера
Берега и острова озера Сапшо впервые были заселены в IV — III тысячелетии до н. э.. На восточном берегу озера и на правом берегу устья реки Сапша находилась неолитическая стоянка. Подтверждением этому служат найденные здесь кремнёвые орудия и отщепы, фрагменты керамики эпохи неолита. На острове Чернецком, самом близком к восточному берегу Сапшо, обнаружены неолитическая керамика и обработанный кремень. Это говорит о заселении этого района племенами ямочно-гребенчатой керамики.
На севере озера и на востоке у устья реки Сапша находится селище (его площадь — около 0,7 га). Оно занимало мыс берега и, большей частью, территорию современного кладбища. Оно являлось поселением тушемлинских племён IV-VII вв. н. э. Культурный слой составляет в отдельных местах 0,5 м. Здесь найдено сравнительно большое количество фрагментов лепной глиняной посуды и расколотые камни, побывавшие в огне.
Вдоль северного берега Сапшо, на вершине крутых склонов сохранились захоронения тушемлинских племён — курганы. Некоторые из них располагаются на частной территории, огородах жителей посёлка Пржевальское, другие — в парковой зоне. Шмидт Е. А. разделяет курганы Слободы на 3 группы в зависимости от их месторасположения. Группы находятся на удалении примерно 250 м друг от друга. По оценкам учёных, ранее здесь было более ста курганов, но часть их оказалась снивелирована при строительстве домов и устройстве усадеб, часть раскопана археологами, местными жителями, или уничтожена при расширении современного кладбища. Курганы изучались М. Ф. Кусцинским и В. И. Сизовым в 1880-х годах и И. С. Абрамовым в 1905 году.
Археологи обнаружили, что часть курганов содержат погребения остатков трупосожжений вместе с предметами быта и обихода: бронзовыми спиральками, подвесками, серповидными височными кольцами, спиральными браслетами и некоторыми другими предметами. Эти предметы характерны для племён культуры длинных курганов. Учёные датируют эти захоронения IX — началом Х в. н. э.). В некоторых мужских захоронениях обнаружены железные топоры, ножи, пряжки, поясные кольца, глиняные гончарные сосуды и другие предметы. В женских погребениях находили височные браслетообразные завязанные кольца, браслеты, перстни, подвески, стеклянные и сердоликовые бусы, глиняные сосуды и пр. Найдено несколько арабских дирхемов — монет, чеканенных с 905 по 997 год Эти курганы — типичные древнерусские, кривичские. Их датируют XI — XIII веками. На северном берегу озера (на месте современного гражданского кладбища) находилось большое селище (неукреплённое поселение) славян-кривичей).
В XV-XVII веках земли по северному и восточному берегам Сапшо также были заселены. Тогда неподалёку от этих мест, на озере Ржавец был крупный город Вержавск. Через реки Половья, Сапша, Ельша, Межа шёл путь из варяг в греки.
Первое упоминание о селе Слобода на северо-восточном берегу озера относится к 1724 году: в документах Смоленской епархии сообщается: «В 1724 году в селе Слобода помещиком Григорием Огонь-Догановским была построена деревянная церковь во имя святого пророка Илии…».
Активное заселение территории и развитие хозяйственной деятельности начинается лишь в XX веке.

### Происхождение топонима «Сапшо»
Топоним «Сапшо» относится к субстратными гидронимам. Советские исследователи В. Н. Топоров и О. Н. Трубачев установили, что Сапшо, как и большинство других рек и озёр Смоленской области, получили названия от племён балтов и финно-угров. Однако учёным до сих пор не удалось раскрыть значение топонима «Сапшо». Топонимия формировалась в разноязычном «котле» — некоторые слова или значения слов утрачивались, другие изменялись, переосмысливались, теряли связь с первоначальным языком.

## Туризм

### Санаторий
При разведке недр на северо-западном берегу озера на глубине 200 м были обнаружены минеральные воды, полезные при лечении болезней желудка, печени, при нарушении обмена веществ. На глубине 985 м найдены минеральные рассолы, концентрация которых в пять раз выше, чем в морской воде. Красивая природа края и открытие бальнеологических богатств недр предоставили возможность строительства санатория.
Восьмиэтажный санаторий был построен и открыт в 1974 году. Это самый крупный в области санаторий, рассчитан на 560 мест. Имеются 280 двухместных номеров и 1-2 местные номера «Люкс». Имеется возможность добраться до санатория рейсовым автотранспортом (маршрут Смоленск—Демидов—Пржевальское).
В санатории лечат заболевания желудочно-кишечного тракта, периферической нервной системы, опорно-двигательного аппарата, сердечно-сосудистой системы, органов дыхания, а также бесплодие, воспалительные гинекологические заболевания и воспалительные заболевания предстательной железы у мужчин. Для лечения некоторых заболеваний желудочно-кишечного тракта успешно применяется питьевая сульфатно-кальциево-магниевая вода; хлоридно-натриевые рассолы используются в водных процедурах, орошении и т. д. Имеется питьевой бювет с тёплой и холодной минеральной водой.
Рядом с санаторием находится лодочная станция.

### Гостиницы
В посёлке Пржевальское, расположенном на берегу Сапшо, находится отель «Родник».

### Национальный парк
Сапшо находится в центре национального парка «Смоленское поозёрье». Создание парка преследовало цели сохранения уникальных девственных широколиственно-темнохвойных лесов, изучения флоры и фауны региона, обеспечения использования возобновляемых природных ресурсов в природоохранных и рекреационных целях.
Сейчас национальный парк предлагает целый ряд туристических маршрутов в том числе вдоль берегов Сапшо, проводит культурные мероприятия (Марш парков, фестивали бардовской песни и др.), а также участвует в экологическом просвещении школьников. Деятельность парка во многом увеличивает интерес туристов к этому краю.

### Туристические стоянки
На юго-западном берегу озера находится туристическая стоянка «Ровненький борок». Здесь нередко размещаются детские и юношеские лагеря. Специально оборудованы кострища, навесы со скамейками, туалеты; осуществляется подвоз дров и вывоз мусора. Посещение стоянки платное.

### Экологическая тропа «К истокам»
Экологическая пешая тропа проходит вокруг озера Сапшо. Общая протяжённость маршрута — примерно 10 км. На всем протяжении маршрута установлены указатели. Тропа начинается перед мостом через ручей-протоку, соединяющую озера Святец и Сапшо. Сразу за мостом находится информационный стенд с картой маршрута. Первый этап — это высота Безымянная. С сентября 1942 года по сентябрь 1943 года здесь проходил один из участков переднего края 43-й армии. Особенно кровопролитные бои на данном участке были 18—23 марта 1943 года. Перед самой высотой тропа поворачивает направо. Путь лежит вдоль берега небольшого озера Святец. Далее маршрут проходит вдоль основания древнего городища и выходит к так называемому «Мосту любви» через ручей Круглыш. В этом месте маршрут пересекается с тропой «Вокруг древнего городища». Далее тропа проходит через поле, минует колодец-журавль и проходит через д. Маклаково, место отдыха «Маслёнкина поляна», снова через ручей Круглыш и затем через д. Боровики. Здесь располагается вернисаж «Наедине с деревом», а к востоку от деревни находится дендропарк. Недалеко находится святой источник, освященный в честь прп. Серафима Саровского. Далее тропа резко поворачивает на север и подымается на озовую «Чёртову Гряду». Тропа выходит к смотровой площадке, с которой открывается великолепный вид на озеро Сапшо. Затем тропа поворачивает к городищу с очень мощным культурным слоем, который включает в себя камни, кости животных и фрагменты керамики. Наконец, тропа выводит к исходной точке маршрута.

## Достопримечательности
- Вокруг озера Сапшо и непосредственно в посёлке Пржевальское группы курганов, являющиеся древнерусскими археологическими памятниками (селища на севере озера и на востоке у устья р. Сапша, три курганных группы вдоль северного берега озера).
- Неолитическая стоянка на острове Чернецком.
- Дом-музей Пржевальского Н. М. (на восточном берегу)
- Музей Партизанской Славы[36] (на восточном берегу)
- Парк П. Козлова (на северном берегу)
- Храм Вознесения Господня (на восточном берегу)

## Сапшо в литературе
Самым удивительным открытием Пржевальского я в глубине души считаю открытие Слободы, озера Сапшо. Открытие необыкновенного в обыкновенном... Для того чтобы сделать такое открытие, нужно тоже повидать свет...
Николай Рыленков
На озере Сапшо побывали А. Твардовский, М. Исаковский и Н. Рыленков, который в последние годы своей жизни жил в посёлке Пржевальское.
<…> 

И вот стою на острове зелёном

У сказочного озера Сапшо

И аиста приветствую поклоном,

И на душе, как в детстве, хорошо.

Гром отгремел. В посёлке тихо-тихо.

Мост радуги над озером стоит,

И аиста встречает аистиха;

Где ждут детей, наверное, говорит.

А я твержу, от счастья задыхаясь, 

Чтобы слышали и камни и вода:

«Не покидай нас, добрый, верный аист, 

Никто не тронет твоего гнезда».
А. Твардовский посетил Слободу (с 1964 года Пржевальское) в сентябре 1961 года. Посещение этих мест было эпизодическим, и единственная прогулка по озеру, по всей видимости, не оставила заметного следа в памяти писателя.
М. Исаковский и Н. Рыленков эти места впервые посетили в 1952 году. Тогда их разместили в школе. Посещение этих мест подсказало М. Исаковскому несколько тем. Например, именно здесь родился сюжет стихотворения «Лён».
Красной чертой через судьбу поэта и писателя Н. Рыленкова прошло его посещение «Пржевальских мест», а затем жизнь в посёлке на берегу Сапшо. Очень много подробностей из жизни и быта местных крестьян, о красотах природы, о Сапшо и о соседних озёрах мы узнаём из его «поэзии в прозе», повести «На озере Сапшо». Во многих стихах отразилась его любовь к этим местам, а некоторые были посвящены Сапшо и его окрестностям: «Курганы славянства. Увенчанный соснами берег», «Здесь хвойной тишиной пропахли воды», «Аист», «В гостях у Пржевальского», «В бору сосновом веет древней сказкой», «Лесной шум», «Назови меня, роща зелёная, сыном» и другие.